# Shoreline
Shoreline és una població dels Estats Units a l'estat de Washington. Segons el cens del 2000 tenia 53.025 habitants.

## Demografia
Segons el cens del 2000, Shoreline tenia 53.025 habitants, 20.716 habitatges, i 13.486 famílies. La densitat de població era de 1.755,8 habitants per km².
Dels 20.716 habitatges en un 30,6% hi vivien nens de menys de 18 anys, en un 51,2% hi vivien parelles casades, en un 10% dones solteres, i en un 34,9% no eren unitats familiars. En el 26,4% dels habitatges hi vivien persones soles el 9,1% de les quals corresponia a persones de 65 anys o més que vivien soles. El nombre mitjà de persones vivint en cada habitatge era de 2,5 i el nombre mitjà de persones que vivien en cada família era de 3,03.
Per edats la població es repartia de la següent manera: un 22,5% tenia menys de 18 anys, un 7,7% entre 18 i 24, un 30,4% entre 25 i 44, un 24,8% de 45 a 60 i un 14,5% 65 anys o més.
L'edat mediana era de 39 anys. Per cada 100 dones de 18 o més anys hi havia 90,1 homes.
La renda mediana per habitatge era de 51.658 $ i la renda mediana per família de 61.450 $. Els homes tenien una renda mediana de 40.955 $ mentre que les dones 33.165 $. La renda per capita de la població era de 24.959 $. Aproximadament el 4,4% de les famílies i el 6,9% de la població estaven per davall del llindar de pobresa.

## Poblacions més properes
El següent diagrama mostra les poblacions més properes.